# Jussi Sainio
Johan Walfrid (Juho Walter Jussi) Sainio, född 3 oktober 1880 i Pyhäjärvi, Nyland, död 31 augusti 1920 i Petrograd, var sockerbagare, ordförande och sekreterare i Finska Bageriarbetarförbundet och lantdagsledamot för Socialdemokraterna (SDP).
Sainios mor var inhysingen Henriika Wilhelmiina Heikintytär. Han gick i folkskola och arbetade sedan som dräng, speceribiträde i Hangö 1895-1899 och senare som konditor i Helsingfors, Viborg och Joensuu 1899–1918. Sainio var också talare i arbetarrörelsen och var aktiv i Finska bageriarbetarförbundet. 
Efter finska inbördeskriget flydde Sainio till Sovjetryssland. Han blev Röda armén-officer i Petrograd och deltog 1918 i grundandet av Finlands kommunistiska parti (FKP) och var det ryska kommunistpartiets representant i FKP. Sainio var en av de som dödades den 31 augusti 1920 i morden på Kuusinenklubben av den så kallade "revolveroppositionen" i FKP. Han begravdes tillsammans med de övriga offren på Marsfältet den 12 september 1920.
Sainio var SDP:s lantdagsledamot från 1908 till 1917 för Norra Karelens valkrets. 
Sainio var gift med Hilja Hirvonen sedan 1914.